# John Atta Mills

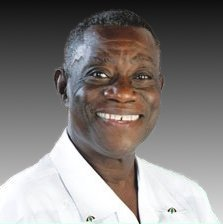
John Atta Mills

John Evans Atta Mills, född 21 juli 1944 i Tarkwa, Ghana, död 24 juli 2012 i Accra, var en ghanansk politiker och tidigare landslagsspelare i landhockey. Han var Ghanas president från 2009 fram till sin död, och representerade socialistiska NDC.
Atta Mills utbildade sig till jurist vid universitetet i Ghana, och vidareutbildade sig i ekonomi och ekonomisk utveckling i London och vid Stanforduniversitetet i USA. Han var i många år anställd på universitetet i hemlandet och hade en betydande vetenskaplig produktion. Mellan 1997 och 2001 var han vicepresident under kuppledaren och presidenten Jerry Rawlings, och var själv presidentkandidat för NDC år 2000 och 2004, men förlorade då till John Kufuor. Sedan Kufuor hade suttit sina två perioder ställde Atta Mills åter upp som kandidat 2008. Han fick färre röster än huvudmotståndaren Nana Akufo-Addo i första valomgången. I andra valomgången vann han med 50,23 % och en övervikt av 40 586 röster. Röstningen blev avgjord först efter ett distrikt röstat om.